# Ethel (Missisipi)
Ethel – miasto w Stanach Zjednoczonych, w stanie Missisipi, w hrabstwie Attala.